# بنو آدام

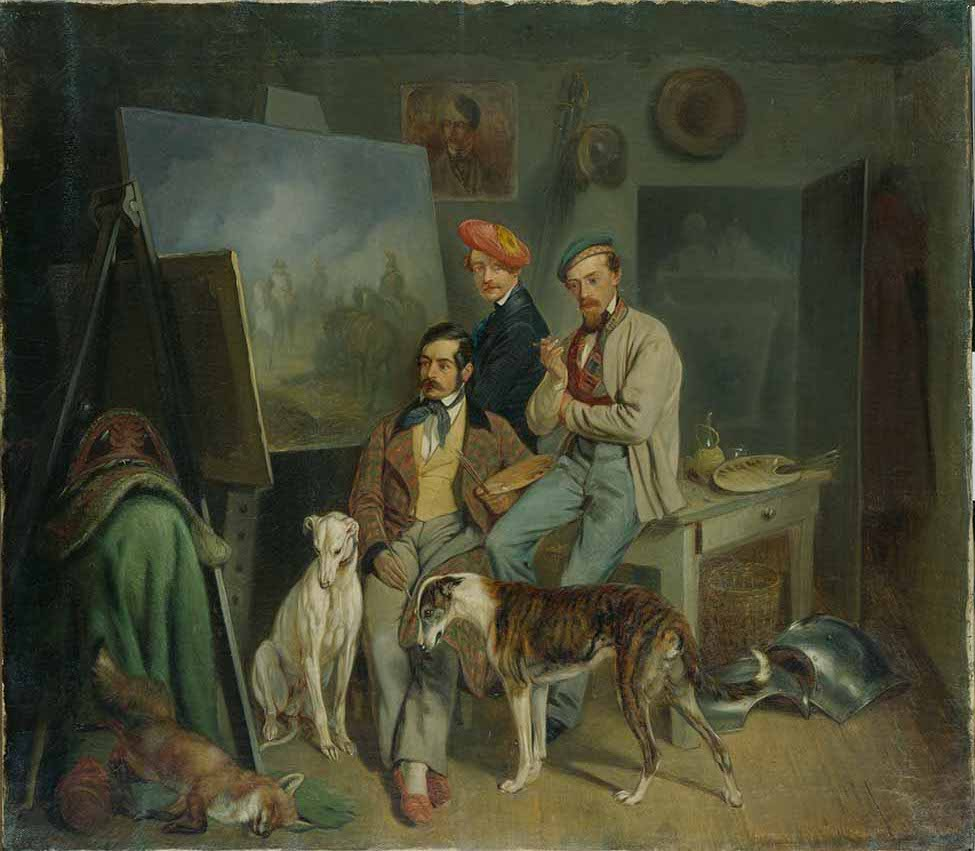
برادران آدام، کشیده شده توسط بنو آدام.

بنو آدام (آلمانی: Benno Adam) (زاده ۱۵ ژوئیه ۱۸۱۲ در مونیخ - درگذشته ۸ مارس ۱۸۹۲ در کلهایم) نقاش حیوانات آلمانی بود.وی برادر بزرگ‌تر آلبرشت آدام نقاش آلمانی بود.

## نگارخانه

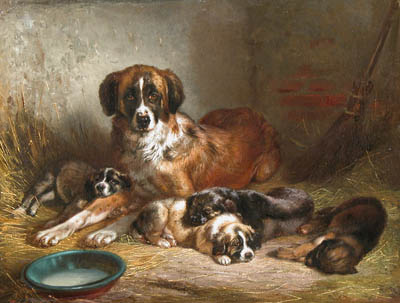
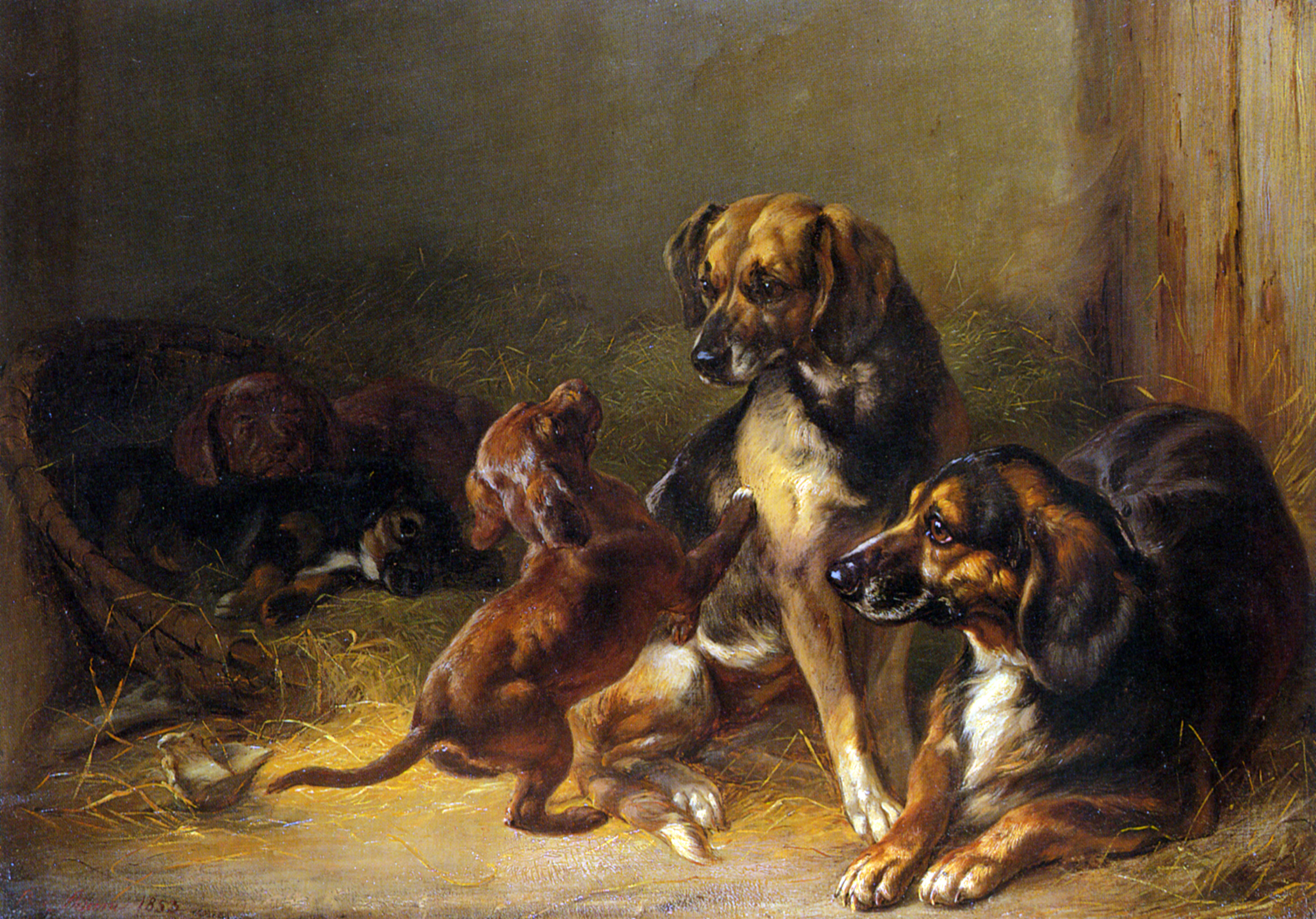
سگ‌ها و توله‌سگ‌ها
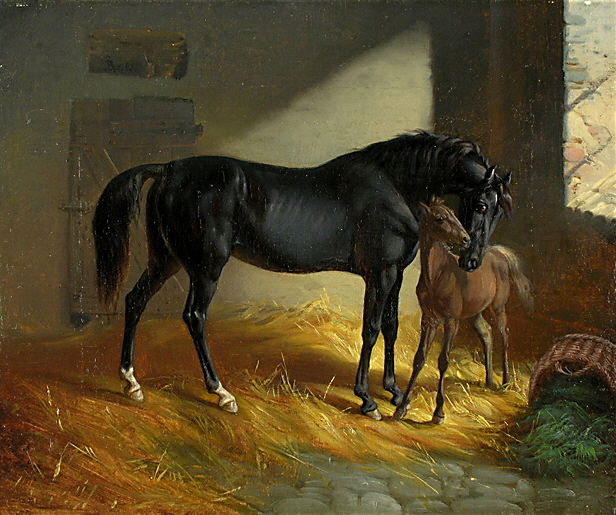
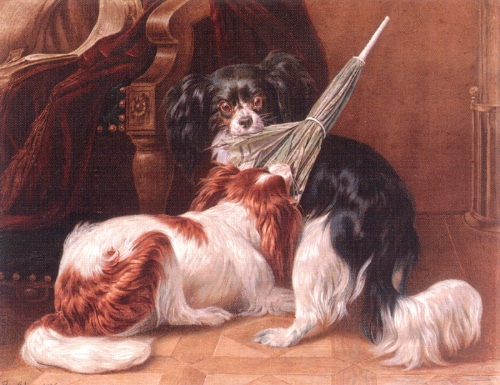
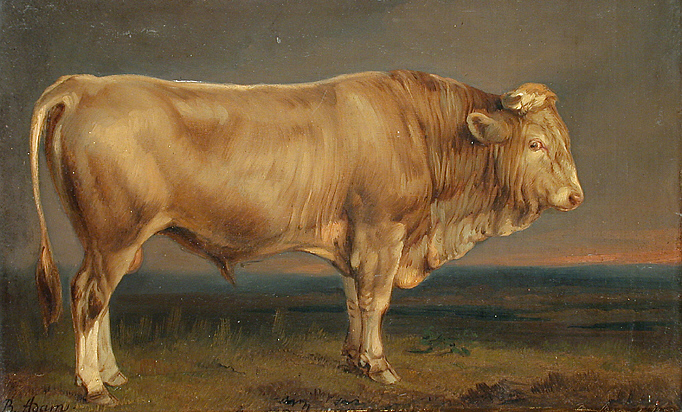
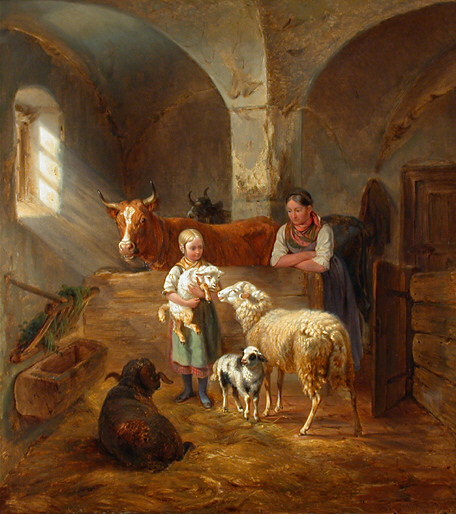